# 名古屋ドル紙幣ばら撒き事件
名古屋ドル紙幣ばら撒き事件（なごやドルしへいばらまきじけん）とは、2003年（平成15年）12月23日に名古屋テレビ塔からデイトレーダーの男性が大量の紙幣を撒き散らした騒動である。

## 概要
デイトレーダーで生計を立てる元銀行員で岐阜市在住の無職男性（当時26歳）が、株であまりに簡単に儲けられたために嫌気がさし、数千枚の1米ドル紙幣と旧100円紙幣、総額約100万円をテレビ塔の屋上展望台から撒き散らした。男性は経営破綻した足利銀行が株式移転によって設立したあしぎんフィナンシャルグループ株式を、低位株で乱高下していた1円と5円の時に約600万株を購入し、15円の時に売り抜けることで7000万 - 8000万円ほど儲けたという。
すぐに職員が取り押さえに行ったが、その際に男性は屋上の柵へ身を乗り出し、「自分の金だから、好きにさせてくれ」と叫んだと報道される。その後、職員に「株で大儲けした。クリスマスだから皆に還元したかった」と語ったという。ばら撒いた紙幣のうち、約8割は通行人に持ち帰られた。
米ドル紙幣である理由は「ドルは本来もっと価値が低いのに、政府・日銀が円売り・ドル買の為替介入を行なっていることに腹が立った」とし、旧紙幣である理由は「国内で普通に流通している現金だとけんかになるのではないかと思い、旧100円札にした」と語った。
男性は愛知県警中警察署に任意同行を求められたが、二度と騒ぎを起こさないと誓約したために当日中に帰宅が認められ、立件はされなかった。男性がデイトレーダーになった経緯は東京の国立大学を卒業して都市銀行に就職するも、いつかリストラされるかもしれない恐怖から半年で退職。実家で公認会計士の勉強を続ける間に企業の財務諸表に詳しくなったことがきっかけという。
ばらまかれた紙幣のうち、334枚は拾得物として交番に届けられ、男性が落とした数千枚は名古屋テレビ塔の社員が拾得物として愛知県警中警察署に届け出た。その後、2004年7月11日までに約2500枚の紙幣が拾得物として届けられ、名古屋テレビ塔株式会社に返還された。名古屋テレビ塔株式会社はこの紙幣を中日新聞社事業団に寄付すると発表した。
2004年のテレビ番組『日経スペシャル ガイアの夜明け』でも紹介されるなど、デイトレーダーには認知されている事件であり、デイトレブームを世間に知らしめた事件の一つでもある。